# Ariana Arias
Ariana Arias (castellà: Ariana Arias Jiménez)  (Madrid, 25 de maig de 2003) més coneguda com a Ari Arias és una futbolista espanyola que actualment juga al VfL Wolfsburg (femení). Juga en la posició de davantera centre.

## Trajectòria
Va començar de petita al club de la ciutat de Paracuellos de Jarama i hi va romandre fins al 2018 quan va ingressar a les categories formatives del CD Tacón, on va anar compaginant el cadet amb el juvenil, i destacava per la seva gran capacitat golejadora. A la temporada 2019-20, la seva progressió li va permetre debutar com a professional a la Primera Divisió espanyola. El fet es va produir el 27 d'octubre en la derrota per 3-1 davant del Real Club Deportivo de La Coruña. En total, aquesta temporada va jugar quatre partits a la primera divisió femenina.
El club on era va patir una fusió per absorció per la qual es va crear el Reial Madrid Club de Futbol Femení. Es va establir l'1 de juliol de 2020 i les categories inferiors van passar per tant a formar part de la disciplina madridista. Va ser una de les jugadores amb què va comptar el seu nou club. Igual que ja fes al club taconero, va compaginar entrenaments i actuacions tant amb el primer equip com amb el filial, el Reial Madrid Club de Futbol Femení "B", amb què va ser inscrita. Va debutar oficialment amb el primer equip l'11 d'octubre de 2020.
El seu primer gol a la màxima categoria i amb el primer equip va ser el 13 de desembre de 2020, i es va convertir així en la golejadora més jove de la història del club en fer-ho amb 17 anys i 202 dies. Fou inclosa a la plantilla del segon equip, on va marcar 18 gols en només vuit jornades i així va contribuir decisivament a l'ascens de l'equip a Primera Divisió Nacional. També va jugar deu partits amb el primer equip. A la temporada 2021/22 va tornar a ascendir amb l'equip B, aquesta vegada a la de nova creació Segona Federació, va aportar 13 gols en 14 partits.
Durant l'estiu del 2022, Ari Arias es va traslladar al FC Barcelona, on va ser inclosa a la plantilla de l'equip filial. Va ser la primera jugadora de futbol femení que va canviar entre els dos rivals. Va debutar amb el primer equip blaugrana l'11 de maig de 2023. A meitat de la temporada 2023-24 ja fa dinàmica amb el primer equip i va marcar el seu primer gol amb el primer equip el 9 de desembre de 2023. Va finalitzar la temporada com a màxima golejadora de la Primera Federació Femenina, amb 18 gols.

### Selecció espanyola
Ha estat convocada amb les seleccions sub-17 i sub-19.

## Palmarès

### FC Barcelona B
- Primera Federació: 2022-23 i 2023-24.
- Màxima golejadora 1RFEF: 2022-23

### FC Barcelona
- Liga F: 2022-23 i 2023-24.[8]
- Lliga de Campions Femenina de la UEFA: 2022-23
- Copa de la Reina: 2023-24